# 大塚堅之助
大塚堅之助（？—？），為第七任台灣軍參謀長，是臺灣軍事之中重要的一職，於台灣日治時期替台灣軍協助軍事發展，專責管理台灣軍。他的任期為1933年3月—1934年1月。
| 前任： 清水喜重 | 台灣軍參謀長 1933年3月—1934年1月 | 繼任： 桑木崇明 |